# Ghost Rider (brano musicale)
Ghost Rider è un brano musicale dei Suicide, pubblicato per la prima volta nel loro album Suicide del 1977.

## Registrazione e pubblicazione
Ghost Rider è ispirata sull'omonimo fumetto di cui Alan Vega dei Suicide era un appassionato. Il brano è un rockabilly elettronico e destrutturato che Vega considera la sua «versione apocalittica del futuro». Il brano venne prodotto da Craig Leon e Marty Thau e pubblicato per la prima volta dall'etichetta Red Star nel 1977.

## Accoglienza
Ghost Rider compare in molti manuali e classifiche dedicate alle migliori tracce. La rivista NME ha inserito la canzone alla posizione numero 71 nella sua graduatoria delle 100 migliori canzoni degli anni settanta. Pitchfork l'ha inserita alla posizione numero 92 della sua classifica sulle 200 migliori canzoni del medesimo decennio.
Secondo Luca Dondoni di La Stampa, «questo pezzo ha tutte le caratteristiche per farvi capire (...) quanto Vega e il suo gruppo fossero avanti anni luce rispetto alla musica che hanno “evidentemente”, influenzato.»

## Formazione
- Martin Rev – tastiere, strumentazione elettronica
- Alan Vega – voce

## Cover
- Nel 1979 i Sods (poi rinominati Sort Sol) registrarono una cover di Ghost Rider contenuta nel loro album Minutes to Go.
- Una reinterpretazione della traccia è contenuta in Collision Drive (1981) di Alan Vega.
- I Soft Cell hanno più volte eseguito la canzone durante i loro concerti. Il loro flexi-disc Ghostrider - Live '83 contiene una delle loro cover della traccia.
- L'album Hot Animal Machine (1987) di Henry Rollins contiene una cover di Ghost Rider. L'artista registrerà un'altra cover della medesima traccia che è contenuta nella colonna sonora del film Il corvo - The Crow (1994).
- I Cassandra Complex hanno reinterpretato la canzone dei Suicide dal vivo. La registrazione della stessa è contenuta nel loro album dal vivo Feel the Width (1987).
- I R.E.M. hanno registrato una cover del brano che occupa il lato B del loro singolo Orange Crush (1988).
- I Gories hanno registrato una cover della canzone che è presente nel loro album I Know You Fine, But How You Doin' (1990).
- Knock on Wood (2008) degli Young Gods contiene una rivisitazione di Ghost Rider.
- Il singolo Born Free (2010) di M.I.A. ruota intorno a un campionamento di Ghost Rider
- Nella serie di EP Alan Vega 70th Birthday Limited Edition EP Series è presente una cover di Ghost Rider a opera di Gavin Friday e David Ball.
- Nel 2014 Anna Calvi registrò la canzone dei Suicide. Essa è raccolta in Strange Weather.
- I Big Business registrarono una cover di Ghost Rider presente nel loro Tour E.P. 4 (2018).
- I Novembers fecero una cover della canzone nel 2019. Essa è presente sia su singolo che nel loro album Angels.